# آردیتو برشانی
آردیتو برشانی (ایتالیایی: Ardito Bresciani; ۲۵ ژوئن ۱۸۹۹ – ۱۷ ژوئن ۱۹۴۸) دوچرخه‌سوار اهل ایتالیا بود.